# Ziersdorf
Ziersdorf – gmina targowa w Austrii, w kraju związkowym Dolna Austria, w powiecie Hollabrunn, w regionie Weinviertel. Według Austriackiego Urzędu Statystycznego liczyła 3 297 mieszkańców (1 stycznia 2014).